# Dreiherrenstein (Frankenweide)
Der südlich des Weißenbergs in Richtung Hermersbergerhof in einem Sattel gelegene Dreiherrenstein (Ritterstein Nr. 57) ist eine historische Grenzmarkierung. 

## Lage
Er liegt etwas versteckt im Wald in der Nähe der Kreisstraße 56 bzw. eines mit „blauem Kreuz“ markierten Wanderwegs.

## Beschreibung
Dabei handelt es sich um einen flachen Felsblock, der die im Jahre 1773 bestehende Grenzsituation zwischen den an dieser Stelle zusammenstoßenden Besitzungen der Wittelsbacher Herzöge von Pfalz-Zweibrücken, der Leininger Grafen – Linie Leiningen-Hardenburg-Dagsburg – und der zur Markgrafschaft Baden gehörenden Herrschaft Gräfenstein dokumentiert. Hierzu wurden nicht nur die Wappen dieser Besitzungen, sondern auch die Grenzverläufe der historischen Waldgemarkungen in die Oberfläche des Felsens eingemeißelt. Deutlich sind noch das badische Wappen mit den Buchstaben „MB“ (Markgrafschaft Baden), ferner das Wappen von Pfalz-Zweibrücken mit seiner Rautenstruktur und dem Zusatz „PZ“ (Pfalz-Zweibrücken) zu erkennen. Die Buchstaben „KW“ (Königlicher Wald) wurden nach 1831 während der bayerischen Zeit der Pfalz angebracht und dienten zur Markierung des bayerischen Staatswaldes. Darüber hinaus wurden während der Ausgestaltung des Felsens zum Ritterstein durch den Pfälzerwald-Verein – wie in solchen Fällen üblich – auf seiner Vorderseite die Bezeichnung „Dreiherrenstein“ und daneben das Kürzel „PWV“ eingraviert.